# Renata Zaremba
Renata Zaremba (ur. 11 czerwca 1967 w Resku) – polska polityk, menedżer, przedsiębiorca i samorządowiec, posłanka na Sejm VI i VII kadencji.

## Życiorys
Z wykształcenia magister nauk politycznych, absolwentka Uniwersytetu Szczecińskiego (1991, w 1992 ukończyła także studia podyplomowe z podstaw zarządzania biznesu), w latach 2000–2015 prowadziła prywatną działalność gospodarczą. W 2001 wstąpiła do Platformy Obywatelskiej. Od 2005 do 2007 pełniła funkcję radnej Szczecina (w 2005 objęła mandat w miejsce wybranej do Sejmu Mirosławy Masłowskiej, utrzymała go w wyborach samorządowych w 2006).
W wyborach parlamentarnych w 2007 dostała się do Sejmu z listy Platformy Obywatelskiej. Startując w okręgu szczecińskim, zdobyła 10 931 głosów. W 2011 kandydowała w wyborach parlamentarnych z 4. miejsca na liście komitetu wyborczego Platformy Obywatelskiej w tym samym okręgu wyborczym, ponownie uzyskując mandat poselski. Oddano na nią 6355 głosów (1,67% głosów oddanych w okręgu). W 2015 nie została wybrana na kolejną kadencję. W 2016 powołana na wiceprezesa Zachodniopomorskiej Agencji Rozwoju Regionalnego. W 2018 bez powodzenia kandydowała do sejmiku zachodniopomorskiego.

## Wyniki w wyborach ogólnopolskich
| Wybory | Komitet wyborczy   | Komitet wyborczy      | Organ            | Okręg | Wynik          |
| ------ | ------------------ | --------------------- | ---------------- | ----- | -------------- |
| 2007   |                    | Platforma Obywatelska | Sejm VI kadencji | nr 41 | 10 931 (2,49%) |
| 2011   | Sejm VII kadencji  | Platforma Obywatelska | 6355 (1,67%)     | nr 41 |                |
| 2015   | Sejm VIII kadencji | Platforma Obywatelska | 5616 (1,48%)     | nr 41 |                |